# 기회균등
기회균등(영어: Equal opportunity, 機會均等) 또는 기회의 평등은 주로, 기회를 가짐에 있어서 모든 개체들이 동등하게 보장받는 것이다

기회균등을, 결과의 평등과 대치되는 의미로 보는 시각도 존재하지만, 기회균등은 엄연히 결과의 평등을 실현하기 위한, 기본적인 과정이며, 두 개념은 서로 대립하지 않는다.

### 효율성의 측면
성별, 신분 등 사회계층(社會階層) 상 차이에 관계없이 교육을 받을 수 있는 기회가 누구에게나 보장되어 있다는 것은 법에 의해 제도적으로 주어지는 교육 기회에 적용되는 원리이다. 교육의 기회균등은 헌법에서 보장하는 평생교육의 맥락(脈絡)에서 모든 국민이 자신의 삶의 질을 향상시키기 위해, 국가가 보장하는 측면도 있지만, 이러한 기회균등적인 교육정책은 국가의 발전, 번영의 수단이 되는 활동의 대열에 참여하기 위하여 자신에게 주어진 능력과 필요에 따라서 국가가 교육을 제공하는 원칙으로 이해될 수도 있다.

### 기회균등 정책의 다양한 형태
기회의 부여에 있어서 제일 중요한 변수는 사회적 기회 부여 피행위개체 가족(또는 부모)의 소득 수준이라고 일컬어진다. 처음에는 기회에 대해서 이러한 차이가 미미할 지라도 시간을 거듭함에 따라 소득 수준으로 인해 가정환경이 결정되는 그 차이는 기하급수적으로 더 심해진다. 이러한 것을 방지하기 위해, 효과적인 조세 정책(예를 들면, 상속세와 부유세와 같은)과 더불어, 빈곤 가정에 대한 지원이 적극적으로 이뤄져야 한다. 그리고 이러한 정책들은 기회의 평등과 더불어, 결과의 평등까지 실현시킬 수 있는 중요한 정책이다.
수 많은 민주주의 국가에서는 기회균등을 완벽하게 보장하려고 다양한 정책들을 편다. 예를 들면, 여성할당제는 부족 국가 탄생 이후부터, 기존의 사회, 경제적 지위를 점거한 남성들에 의해 성차별을 받지 않기 위해서 수 많은 복지 국가가 만들어놓은 기회균등적 사회 안전망이다. 이와 더불어 대한민국 헌법을 포함한 대부분의 국가들이 제정한 헌법에서 "국가는 여성 복리증진을 위한 정책을 만들기 위해 노력해야 할 필요가 있다"라는 조항을 볼 수 있는데, 이도 마찬가지로 사회 틀 또는 국가 규모로 성별에 따라 기회 차별을 받지 않게 하기 위한 기회균등 실현의 목적이 있기 때문이다. 또한,대표적으로 대학교에서 실시하는 '기회균등전형'과 같은 특별 전형의 경우, 출생 시 그 가정환경이 매우 불우하거나 미흡한 아이들에게 대학교를 더 쉽게 갈 수 있게 해주는 기회균등 정책이다.
이를 포함한 수 많은 민주주의 국가는 인간이 선택할 수 없는 영역에 대해서 기회를 차별받지 않게 하기 위해 많은 노력을 거듭하는 중이다. 하지만, 사유재산의 축적과, 자본 회전이 가능한 자본주의 사회를 전제한 이른바, 자유민주주의 사회에서는 이러한 정책에도 불구하고, 실질적으로는 기회균등이 제대로 지켜지지 않고 있다는 평이 중론이다.

## 특징
기회 균등을 달리기에 비유한다면 동일한 '출발선'을 설정하기 위한 노력이다. 한 인간의 출생을 인생의 출발로 규정한다면 동일한 기회를 갖고 태어나야 하고, 성인을 진정한 인생의 출발으로 규정한다면 성인이 되기 전까지 동일한 기회를 보장해 주어야 한다는 것이다. 이러한 기회 균등의 개념에서 탄생한 것이 공교육 등을 골자로 하는 형식적 평등이다.
또한, 기회 균등은 결과의 평등과 정반대의 개념이라 할 수 없다.
기회 균등은 모든 사람이 누릴 수 있는 기회를 만듦으로써 그러한 기회에 접근하지 못했던 계층에게 혜택을 제공하는 방식이며, 결과의 평등은 그러한 계층에게 평균보다 더 많은 기회와 복지를 제공하여 동일한 결과를 이끌어낸다. 따라서 기회 균등을 결과의 평등으로 가는 중간 과정으로 볼 수도 있다.
기회 균등은 롤스의 평등주의적 자유주의와 비슷한데, 이는 능력주의와도 연관이 있다.  이에 대한 비판은 다음과 같다. 
만일 어떤 사람이 같은 기회를 받는다면 능력이나 생산에 대한 기여가 다를 때 분배도 달라지는 것이 정의롭다. 그렇다면 분배가 다를 경우 그 모든 것이 자신의 참된 노력을 통했다는 것이다.  그러나  생산에 대한 기여가 모두 참된 노력을 통해서 생산되는 것은 아니다. 따라서 기여에 따라 산출되는 혜택 모두를 그에게 분배하는 것은 정의롭지 않다. 

## 같이 보기
- 경제 불균형
- 민주주의
- 사회주의
- 적극적 우대조치
- 평등주의
- 의무 교육